# 酒井忠器
酒井 忠器（さかい ただかた）は、江戸時代後期の大名。出羽国庄内藩の第8代藩主。酒井佐衛門尉家第14代当主。官位は従四位下・左衛門尉、少将、左兵衛督。

## 生涯
寛政2年（1790年）2月18日、第7代藩主・酒井忠徳の長男として誕生。享和3年（1803年）12月に叙任する。
文化2年（1805年）9月25日、父の隠居により跡を継ぐ。当初は家老の竹内八郎右衛門が藩政改革を行なう立場にあったため藩政を主導していたが、文化6年（1809年）に竹内が失脚すると自ら藩政を主導するようになる。忠器は藩財政再建のため、本間光道を登用して養蚕業の振興などを中心に殖産興業の奨励に務めた。
天保3年4月22日（1832年5月22日）、忠器は日光廟修復費用3万両を幕府に献納し、その功績により江戸城溜間詰格とされた。天保の大飢饉では、救済に尽力している。天保11年（1840年）11月1日、武蔵川越藩主・松平斉典が庄内藩に転封するとの幕命が下り、越後長岡藩に移封されかけた（三方領知替え）。しかし、領民の阻止運動が起こり、その先頭となった玉龍寺の文隣和尚が将軍への直訴などを重ね、移封は取り消しとなった（天保義民事件）。
天保13年（1842年）4月14日、長男・忠発に家督を譲って隠居し、嘉永7年（1854年）3月20日に65歳で死去した。

## 系譜
- 父：酒井忠徳
- 母：幸 - 佐野屋文四郎の娘
- 正室：亀代姫、雅 - 松平信明の娘
  - 長男：酒井忠発（1812-1876）
  - 三男：酒井忠中（1821-1845）
- 側室：伊藤氏
  - 十二男：酒井忠寛（1839-1862）
- 生母不明の子女
  - 次男：増山正修（1820-1869） - 増山正寧の養子
  - 四男：市橋長和（1821-1882）
  - 十男：米津政易（1829-1873）
  - 十一男：米津政明（1830-1899）
  - 女子：内藤信親正室
  - 女子：鏈 - 松平勝善正室
  - 女子：鏡子 - 五島盛徳正室
  - 女子：俊光院 - 松平忠精正室
  - 女子：猶 - 松平勝善継室
- 養子
  - 女子：松子 - 松平輝承正室、黒田直侯の娘

## 家臣
「編年江戸武鑑・文化武鑑1」（石井良助、柏書房）より
文化3年（1806年）の武鑑に見える主要家臣。なお、家老項目に中老、組頭、家老に就任していない家老家の人物などが掲載されるなど、武鑑の都合上、実際の役職と異なる場合がある。
〔城代〕
酒井吉之允
〔家老〕
松平内膳、竹内八郎右衛門、服部円蔵、加藤衛夫、水野勘ヶ由、里見外記、松平武右衛門、末松吉郎右衛門、朝岡助九郎、堀巴門、加藤元右衛門、加藤宅馬、石原倉右衛門（定府）、松平舎人、堀田藤次兵衛、禰津郷右衛門、長沢主膳（定府）、水野東十郎、石原平五郎、杉原弓之助、氏家弥兵衛
〔用人〕
中村伊右衛門、高力五郎右衛門、阿部彦右衛門、北楯伴太、関茂太夫、黒崎与八、中村百度

〔城使（江戸留守居）〕
黒川武助（定府）、今泉善蔵（定府）